# Хаику клуб Шики
Хаику клуб „Шики“ (на јапанском језику „четири годишња доба“) је београдско књижевно удружење посвећено хаику песништву.
Клуб је добио име по јапанском хаику песнику, мајстору Шикију Масаоки (1867-1902). Клуб је основан у новембру 1992. године, у сарадњи са тадашњим Друштвом пријатељства Југославија–Јапан. Од оснивања до данас трају активности клуба, чији се чланови састају сваког последњег четвртка у месецу (сем јула и августа), у Удружењу књижевника Србије у Француској улици бр. 7 у Београду.
Делатности клуба су представљање часописа и других гласила за хаику поезију, ауторских књига, антологија и зборника, трибине о хаику поезији, радионице, гостовања теоретичара о хаику поезији, размена информација и слично.
У активностима клуба учествовало је и учествује педесетак хаику песника. Међу њима су и познати песници српске књижевности: Десанка Максимовић, Адам Пуслојић, Добрица Ерић, Мома Димић, Мирјана Божин, Владислав Бајац, Срба Митровић, Милијан Деспотовић, Драган Јовановић Данилов, Небојша Миленковић и други. Десанка Максимовић је проглашена за почасног председника, од дана оснивања клуба па надаље.
Од значаја за клуб су гостовање амбасадора Јапана Рјуичи Танабеа, аташеа за културну сарадњу Михе Кондо и њеног заменика Кацуми Фукуде, у марту 2004. године, касније и амбасадора Јапана Тадаши Нагаија, који 2010. године проглашен за почасног грађанина Београда.
Хаику клуб „Шики“ има велики допринос у раду Хаику удружења Србије и Црне Горе (раније Југославије), основаног 1999. године, а као резултат заједничког рада је више публикација, часописа и ауторских књига хаику поезије.
Чланови Хаику клуба „Шики“ су остварили више групних гостовања у Београду и у другим местима у Србији.